# Eami, der Geist des Waldes
Eami, der Geist des Waldes (auch bekannt in der Schreibweise EAMI) ist ein Filmdrama von Paz Encina, das im Januar 2022 beim International Film Festival Rotterdam seine Premiere feierte. Der Film handelt von einem jungen Mädchen vom Ureinwohnerstamm Ayoreo Totobiegosode, das nach der Zerstörung seines Dorfes seine gewohnte Umgebung verlassen muss. EAMI wurde von Paraguay als Beitrag für die Oscarverleihung 2023 als bester Internationaler Film eingereicht.

## Handlung
Ein alter Mann namens Chicode vom Volk der Chaco konnte gemeinsam mit der kleinen Eami einem Überfall der Menschen, die sie Coñones nennen, auf ihr  Dorf entkommen. Männer kamen mit einem Wagen, haben das Dorf der der Ayoreo Totobiegosode in Brand gesteckt und alle die sie finden konnten mitgenommen. Die Menschen des Stammes wollten und konnten sich nicht wehren, denn mit ihren Lanzen hatten sie keine Chance gegen die Männer mit Gewehren und Hunden, die sie verschleppt haben.
Eami, deren Name in ihrer Sprache „Wald“ aber auch „Welt“ bedeutet, weiß nicht, wo ihre Eltern und ihre Freunde sind und ob sie noch leben. Besonders ihren besten Freund Cicasei vermisst Eami sehr. Mit Chicode macht sie sich auf einen Weg fort von dort, einen Weg ohne ein Zurück, wie er ihr erklärt. Begleitet werden sie von ihrem Freund, dem Wind, aus dem in ihrer Mythologie der Gesang hervorging und aus diesem wiederum alle Lebewesen der Natur. Während Chicode sie ständig zum Weitergehen bewegen muss, sucht Eami nach den Menschen und Tieren, mit denen sie zusammenlebten.
Die von den Coñones gefangen genommenen Chacos werden in Häusern aus Stein untergebracht und müssen fortan Kleidung tragen, die sie jedoch ausziehen, wenn sie den Wind auf ihrer nackten Haut spüren wollen. Nach und nach sterben die gegen ihren Willen Verschleppten, mal weil sie das ihnen überlassene Essen nicht anrühren wollen oder sie nicht geimpft sind. Als erstes stirbt ihre Schamanin.
Die Chefin der Männer hört und sieht wortlos mit an, was mit den Gefangenen geschieht, und regelmäßig sorgt der Wind für Störungen, als wolle er sagen, dass die Coñones hier fehl am Platz sind, oder aber er sorgt dafür, dass in ihrem Haus der Strom ausfällt.

## Hintergrund

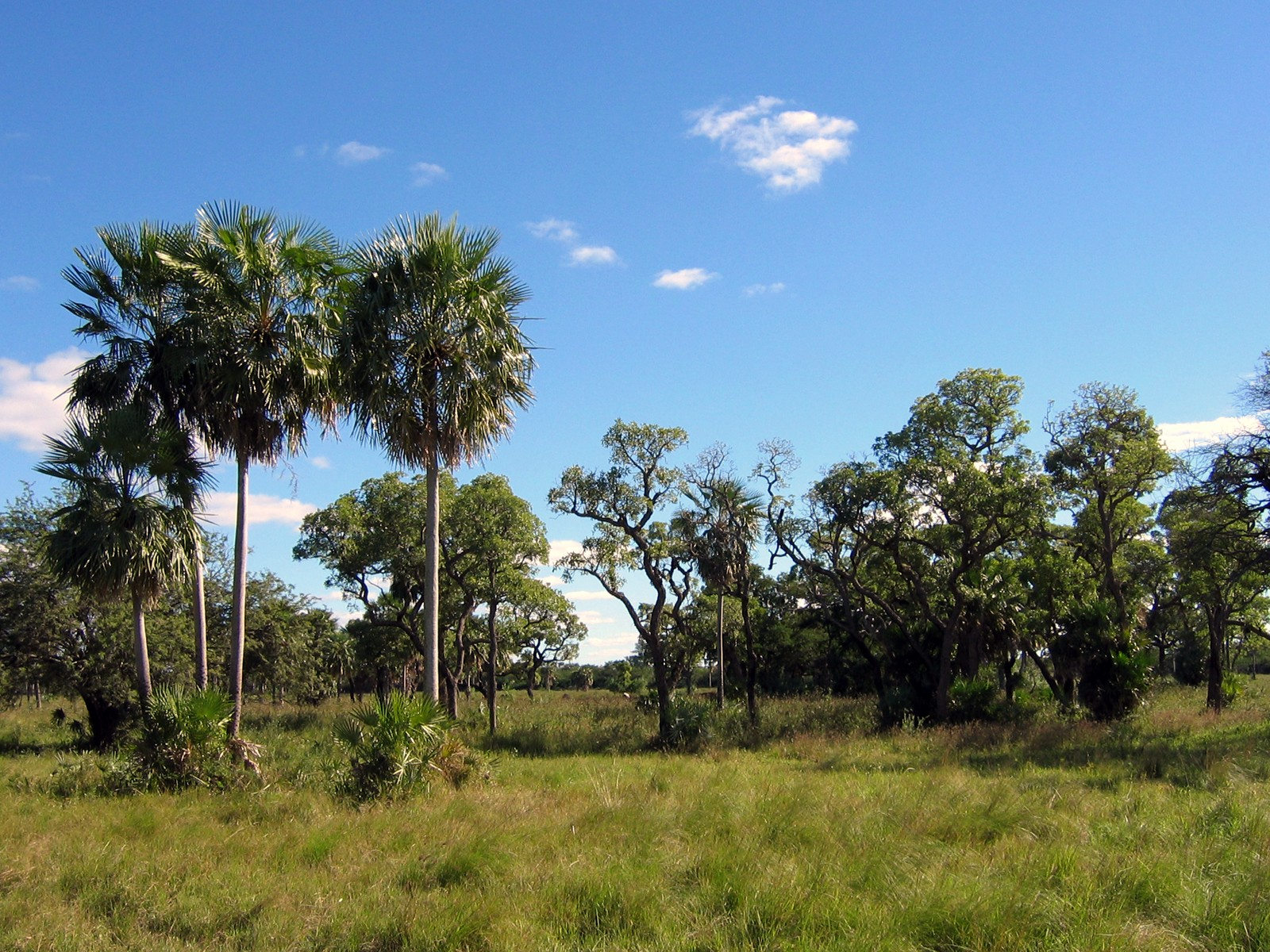
Der Gran Chaco ist nach dem Amazonas die zweitgrößte Waldregion in Südamerika

Die Geschichte spielt im paraguayischen Gran Chaco, dem Gebiet mit der höchsten Entwaldungsrate der Welt. Dort werden monatlich 25.000 Hektar Wald abgeholzt, was einem Durchschnitt von 841 Hektar pro Tag oder 35 Hektar pro Stunde entspricht. Reste sind in einem Reservat erhalten geblieben, das den Mitgliedern des Totobiegosode-Volks gehört. Sie nennen diesen Ort Chaidi, was so viel wie „Land der Vorfahren“ oder „Ort, an dem wir immer gelebt haben“ bedeutet. Das Chaidi ist Teil des Ayoreo Totobiegosode Natur- und Kulturerbes.
Der Gran Chaco ist nach dem Amazonas die zweitgrößte Waldregion in Südamerika. Er erstreckt sich über den Norden von Argentinien, den westlichen Teil Paraguays und den Südosten von Bolivien und Brasilien. Die Trockenwälder im paraguayischen Teil des Savannengebietes werden abgeholzt und zu Holzkohle für den Export verarbeitet. Matthias Baumann von der Humboldt-Universität in Berlin beschreibt das Gebiet als „Hotspot des Landnutzungswandels“ und geht davon aus, dass dort im Schnitt etwa alle zwei bis drei Minuten eine Fläche in der Größe eines Fußballfeldes gerodet wird. Die Rodung geht selten auf illegale Einschläge zurück, sondern erfolgt meist ganz offiziell durch Bewirtschaftungspläne mit Abholzungsgenehmigungen seitens staatlicher Behörden. Zum Teil kommen die Großgrundbesitzer aus Brasilien, um in Paraguay billiges Land zu erwerben.

## Produktion

### Regie und Drehbuch

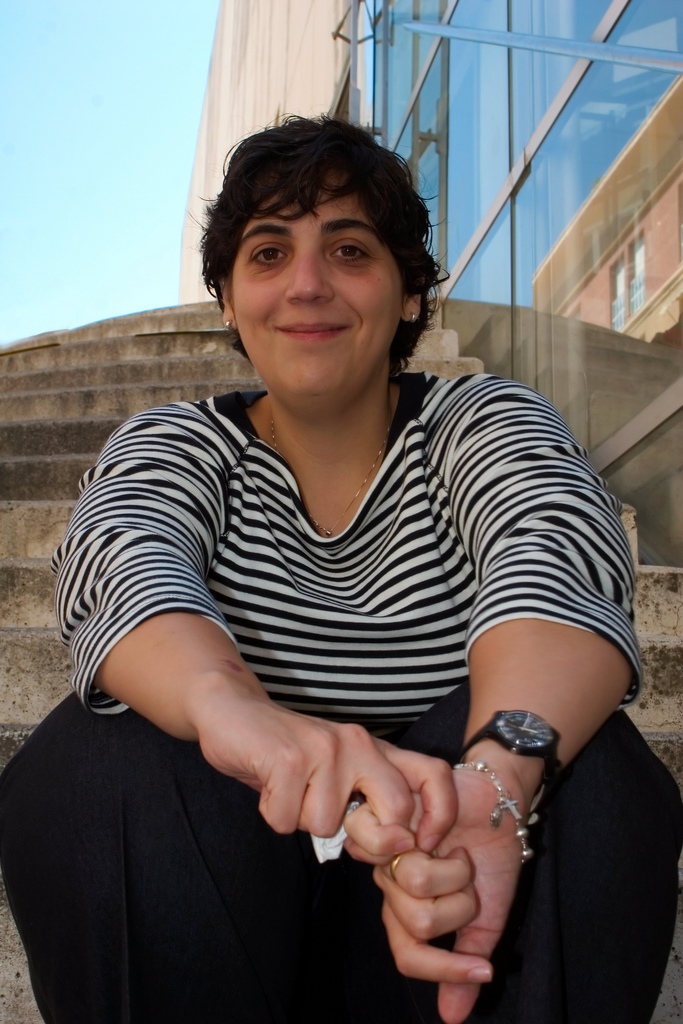
Paz Encina führte Regie und schrieb das Drehbuch

Regie führte Paz Encina, die auch das Drehbuch schrieb. Sie wurde 1971 in Paraguay geboren und studierte Kommunikationswissenschaften an der Universität Asuncion in Paraguay und Filmregie an der Universidad del Cine in Buenos Aires. Encina hat bei zahlreichen Kurzfilmen Regie geführt und verschiedene Videoinstallationen geschaffen. Ihr erster Spielfilm war Hamaca Paraguaya, den sie in Cannes vorstellte. In Vorbereitung für EAMI reiste sie nach Chaco, tauchte in die Mythologie von Ayoreo-Totobiegosode ein und hörte sich die Geschichten der Menschen an, die von ihrem Land vertrieben werden.
Das Datum in einem Video in der Mitte des Films deutet an, dass die Zerstörung des Dorfes und die Verschleppung der Chaco im November 1994 stattfand.

### Filmtitel und Dreharbeiten
Eami, der Name der Protagonistin des Films, bedeutet in der Sprache der Ayoreo, die  in Nordwest-Paraguay leben, „Wald“, aber auch „Welt“. Die Ureinwohner der Ayoreo-Totobiegosode machen keinen Unterschied, da die Bäume, Tiere und Pflanzen, die sie seit Jahrhunderten umgeben, alles sind, was sie kennen.
Als Kameramann fungierte Guillermo Saposnik. In langen Einstellungen, in denen sich die Kamera nicht bewegt, zeigt der Film die Natur, Bäume und Sträucher, Gräser und Laub, Eier und Vogelnester, Seen und Sümpfe, aber auch Eami, wie sie nackt daliegt, meist begleitet von einem mehr oder weniger stark wehenden Wind. Auch die Spuren, die die Coñones mit ihren Schuhen auf dem Boden hinterlassen haben, und die von ihnen umzäunte Natur, die einst der Lebensraum der Chaco war, wird in solchen langen Einstellungen gezeigt. An einer Stelle im Film wird auch eine Collage verwendet.

### Veröffentlichung
Die Weltpremiere erfolgte am 26. Januar 2022 beim International Film Festival Rotterdam. Im April 2022 wurde er beim Dokumentarfilmfestival Visions du Réel gezeigt. Im Juni 2022 erfolgten Vorstellungen beim Sydney Film Festival und beim Festival Internacional de Cine en Guadalajara. Anfang Juli 2022 wurde der Film beim Internationalen Filmfestival Karlovy Vary in der Sektion Imagina gezeigt und Ende Juli 2022 beim New Horizons International Film Festival. Ende September, Anfang Oktober 2022 wurde er beim Filmfest Hamburg vorgestellt
und hiernach beim Riga International Film Festival. Im November 2022 wurde er beim Festival Internacional de Cine de Gijón und beim Cork International Film Festival gezeigt.

## Auszeichnungen
Eami, der Geist des Waldes wurde von Paraguay als Beitrag für die Oscarverleihung 2023 als bester Internationaler Film eingereicht. Im Folgenden eine Auswahl weiterer Auszeichnungen und Nominierungen.
Festival Internacional de Cine en Guadalajara
- Nominierung im Wettbewerb für iberoamerikanische Spielfilme[19]

Filmfest Hamburg 2022
- Nominierung für den Preis der Filmkritik[20]

International Film Festival Rotterdam 2022
- Auszeichnung im Tiger Competition[21]

Jerusalem Film Festival 2022
- Nominierung als Bester Film (Paz Encina)[22]

Visions du Réel 2022
- Nominierung im Wettbewerb Burning Lights